# Stefano Sibaldi
Stefano Sibaldi (Livorno, 11 giugno 1905 – Roma, 2 luglio 1996) è stato un attore e doppiatore italiano.

## Biografia
Esordì sulle scene nel 1928 con la compagnia diretta da Palmarini, per poi recitare come primattore con Sem Benelli (1930). Si avvicinò presto alla radio; fra le prime interpretazioni radiofoniche si ricordano Una parte difficile di Roma (1935), L'antenato di Veneziani (1935), il radiodramma Chi va là? di Galvano (1936) e La prima cornetta di Fornelli (1936), tutti per la regia di Alberto Casella, dal 1937 inizia la sua attività nel mondo del doppiaggio cinematografico. Successivamente a teatro fece parte della compagnia Falconi (1937), della Benassi-Morelli (1938) e della Besozzi-Ferrati (1939), tornando ai microfoni sporadicamente, nel Don Giovanni di Molière (1942, regia di Nino Meloni).

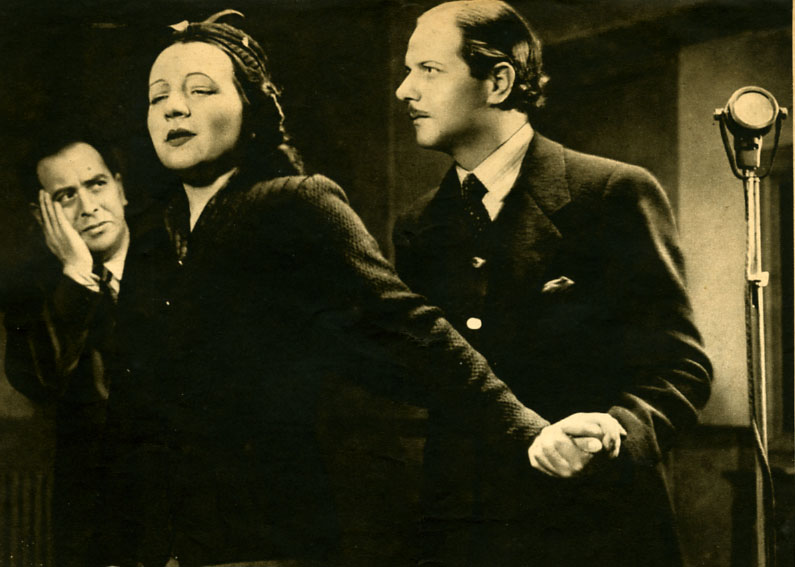
Felice Romano, Nella Maria Bonora e Stefano Sibaldi negli studi radio EIAR per il "Don Giovanni" di Molière nel 1942

Tra i migliori doppiatori del dopoguerra (prestò la voce, tra gli altri, a Frank Sinatra, Glenn Ford, Robert Cummings, Danny Kaye e Dan Dailey, poi tra gli anni 1960 e 1970 a Louis de Funès), dagli anni cinquanta si dedicò più intensamente alla radio. Ha doppiato anche molti film della Disney, come il topolino Timoteo in Dumbo, uno dei due narratori in I tre caballeros e in Musica maestro, il granduca Monocolao in Cenerentola (doppiaggio del 1950), Fratel Coniglietto in I racconti dello zio Tom (doppiaggio del 1950), lo Stregatto in Alice nel paese delle meraviglie, Capitan Uncino e la voce narrante in Le avventure di Peter Pan (doppiaggio del 1953), la voce narrante in Pierino e il lupo e Biagio in Lilli e il Vagabondo (doppiaggio del 1955). 
Nel 1958 fu socio fondatore della Società Attori Sincronizzatori, che fu tra le più importanti società di doppiaggio italiane per alcuni decenni. Tra le numerose trasmissioni di teatro radiofonico cui prese parte: La baracca dei saltimbanchi di Aleksander Blok (1950, regia di Guglielmo Morandi), Una domanda di matrimonio di Čechov (1950, regia di Anton Giulio Majano), Volpone di Ben Jonson (1951, regia di Pietro Masserano Taricco), La farsa di Calandrino di Boccaccio (1953, regia di Masserano Taricco), La signora Rosa di Sabatino Lopez (1958, con Sarah Ferrati, regia di Umberto Benedetto), il radiodramma In panne di Friedrich Dürrenmatt (1958, regia di Benedetto), la favola radiofonica La contadina furba di Cesare Vico Lodovici (1958, regia di Meloni) e L'allegra centenaria di Brett (1959, regia di Dante Raiteri).
Innumerevoli le partecipazioni a sceneggiati televisivi. Fra tutte emerge per qualità recitativa e delicatezza la parte dello squinternato Mr. Dick in David Copperfield; memorabile rimane anche la partecipazione all'episodio Non si uccidono i poveri diavoli, della serie Le inchieste del commissario Maigret. È stato anche il commissario Ferretti nella serie poliziesca Le avventure di Laura Storm. Voce narrante della pellicola Mondo cane di Gualtiero Jacopetti (1961), continuò successivamente a frequentare i microfoni della radio per varie trasmissioni, dal romanzo sceneggiato Il naso di un notaio di Edmond About (1966, regia di Benedetto) alla radiocommedia Il venditore di tappeti falsi di Thierry Mechler (1968, regia di Raiteri), ma si dedicò via via sempre più al doppiaggio e alla televisione fino agli inizi degli anni ottanta.
Morì il 2 luglio 1996, a 91 anni. Riposa presso il cimitero di Ardea.

## Filmografia

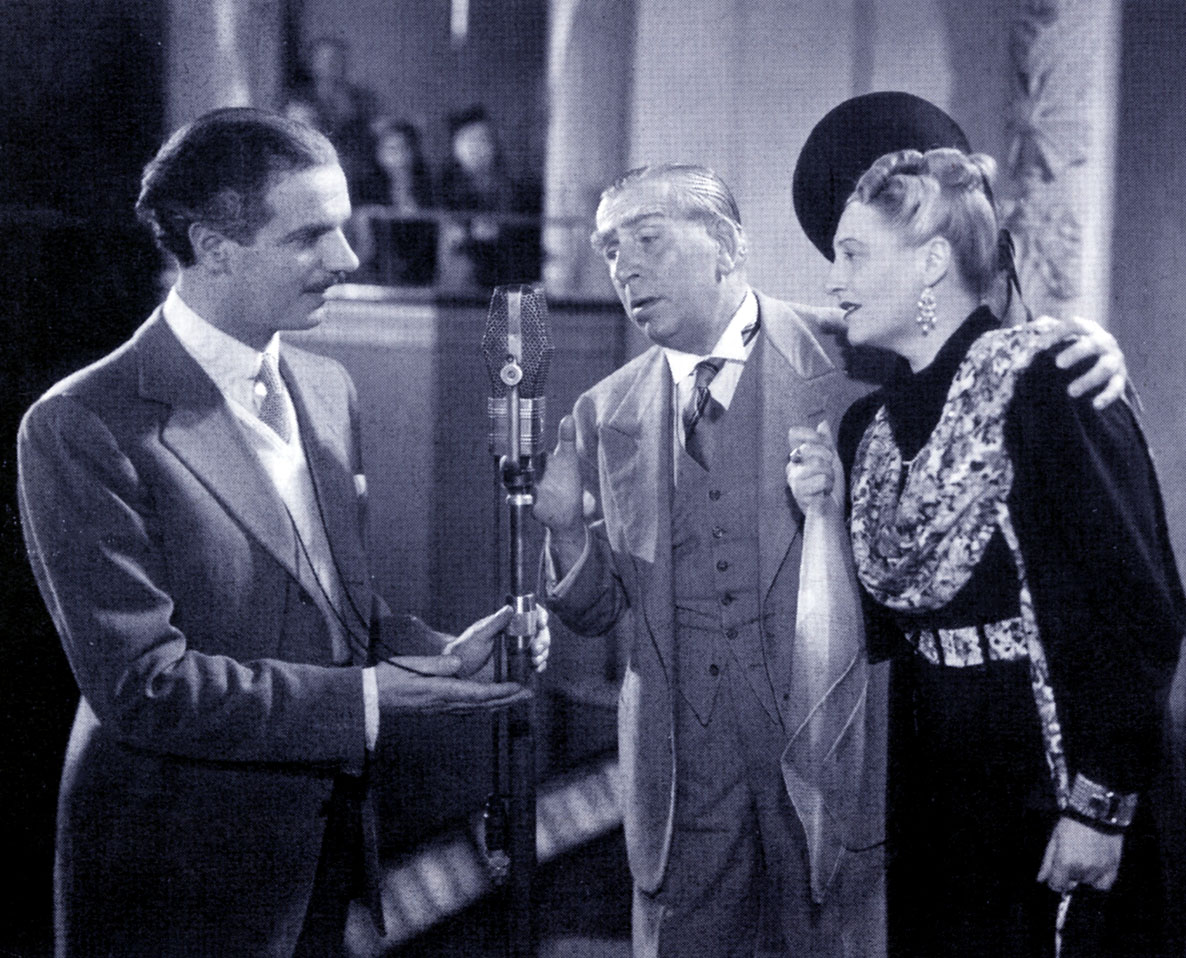
Nel film Una famiglia impossibile con Armando Falconi e Pina Renzi (1940)

- Tempo massimo, regia di Mario Mattoli (1934)
- Sette giorni all'altro mondo, regia di Mario Mattoli (1936)
- L'albero di Adamo, regia di Mario Bonnard (1936)
- Pensaci, Giacomino!, regia di Gennaro Righelli (1936)
- Il fornaretto di Venezia, regia di Duilio Coletti (1939)
- Frenesia, regia di Mario Bonnard (1939)
- Una famiglia impossibile, regia di Carlo Ludovico Bragaglia (1940)
- Dopo divorzieremo, regia di Nunzio Malasomma (1940)
- Don Pasquale, regia di Camillo Mastrocinque (1940)
- Il carnevale di Venezia, regia di Giuseppe Adami e Giacomo Gentilomo (1940)
- Manovre d'amore, regia di Gennaro Righelli (1940)
- Barbablù, regia di Carlo Ludovico Bragaglia (1941)
- L'attore scomparso, regia di Luigi Zampa (1941)
- La fuggitiva, regia di Piero Ballerini (1941)
- Il vagabondo, regia di Carlo Borghesio (1941)
- Il pozzo dei miracoli, regia di Gennaro Righelli (1941)
- L'amico delle donne, regia di Ferdinando Maria Poggioli (1942)
- L'avventura di Annabella, regia di Leo Menardi (1942)
- Giorno di nozze, regia di Raffaello Matarazzo (1942)
- Colpi di timone, regia di Gennaro Righelli (1942)
- Labbra serrate, regia di Mario Mattoli (1942)
- Il nemico, regia di Guglielmo Giannini (1943)
- Silenzio, si gira!, regia di Carlo Campogalliani (1943)
- 4 ragazze sognano, regia di Guglielmo Giannini (1943)
- La signora in nero, regia di Nunzio Malasomma (1943)
- Lascia cantare il cuore, regia di Roberto Savarese (1943)
- L'uomo dal guanto grigio, regia di Camillo Mastrocinque (1948)
- Rascel-Fifì, regia di Guido Leoni (1956)
- Il corazziere, regia di Camillo Mastrocinque (1960)
- ...4..3..2..1...morte, regia di Primo Zeglio (1967)

## Prosa televisiva
- Il dottor Antonio, regia di Alberto Casella, sceneggiato, 1954.
- Ottocento (nella parte di P.Merimèe), regia di Anton Giulio Majano, sceneggiato, 1959.
- Una tragedia americana, regia di Anton Giulio Majano, sceneggiato del 1962
- Più rosa che giallo, regia di Alberto Bonucci, 1962.
- E le stelle stanno a guardare, regia di Anton Giulio Majano, 1971
- Le avventure di Laura Storm, miniserie televisiva, regia di Camillo Mastrocinque, 1965.
- Le inchieste del commissario Maigret, episodio Non si uccidono i poveri diavoli, regia di Mario Landi, 1966.
- David Copperfield, regia di Anton Giulio Majano, sceneggiato, 1965.
- La fiera della vanità, regia di Anton Giulio Majano, sceneggiato, 1967.
- La signorina Pell è sparita, regia di Davide Montemurri, sceneggiato, 1968.

## Prosa radiofonica EIAR
- Benedetta tra gli uomini, di Gian Capo, trasmessa il 19 agosto 1935.
- Ho perduto mio marito, commedia di Giovanni Cenzato,  di 21 agosto 1935
- Il cuore in due, tre atti di Cesare Giulio Viola, regia di Alberto Casella, trasmessa il 29 luglio 1937.
- Il mercante di Venezia, di William Shakespeare, regia di Franco Liberati, trasmessa il 31 maggio 1938
- Una rottura, commedia di Carlo Salsa, regia di Guglielmo Morandi, trasmessa il 1 ottobre 1940
- Carezza, un atto di Salvator Gotta, regia di Alberto Casella, trasmesso l'11 gennaio 1942

## Prosa radiofonica Rai
- Un cappello di paglia di Firenze, di Eugène Labiche, regia Nino Meloni, trasmessa il 14 maggio 1946.
- Il ritratto di Dorian Gray, regia di Guglielmo Morandi, trasmessa il 21 febbraio 1949.
- La fu signora suocera, farsa di Georges Feydeau, regia di Alberto Casella, trasmessa il 28 febbraio 1949.
- Taccuino notturno, radiodramma di Alberto Perrini, trasmesso il 30 aprile 1949
- Il bosco di Lob, di James M. Barrie, regia di Guglielmo Morandi, trasmessa il 4 agosto 1949.
- Candida, di George Bernard Shaw, regia di Guglielmo Morandi, trasmessa il 26 febbraio 1951.
- Una domanda di matrimonio, di Cecov, regia di Anton Giulio Maiano, trasmessa il 26 marzo 1951
- Il piacere di dirsi addio, di Jules Renard, regia di Anton Giulio Majano, trasmessa il 10 luglio 1952
- Daniele tra i leoni di Guido Cantini, regia di Anton Giulio Majano, trasmessa il 30 dicembre 1955.
- Il mondo della noia, commedia di Édouard Pailleron, regia di Guglielmo Morandi, trasmessa il 15 maggio 1958.
- Una domanda di matrimonio di Anton Čechov, regia di Anton Giulio Majano, trasmessa il 2 giugno 1961.
- E lui gioca, commedia di Cesare Giulio Viola, regia di Anton Giulio Majano, trasmessa il 9 agosto 1951.
- Volpone, di Ben Jonson, regia di Pietro Masserano Taricco, trasmessa il 26 settembre 1952
- Il cardinale di Spagna, di Henry de Montherlant, regia di Flaminio Bollini, trasmessa il 11 gennaio 1962

## Varietà radiofonici Rai
- Hollywoodiana, spettacolo di D'Ottavio e Lionello, regia di Riccardo Mantoni, 1967.

## Doppiaggio

### Cinema
- Glenn Ford in Gilda, Il grande caldo, Trinidad, Gli amori di Carmen, L'anima e il volto, Mani lorde, Ombre sul mare, Purificazione, Seduzione, I due del Texas, La bestia umana, La casa da tè alla luna d'agosto, Vento di terre lontane, Condannato!, Il traditore di Forte Alamo, Uomini violenti, I saccheggiatori del sole, La sete dell'oro, Desperados, La donna senza amore, Non si può continuare ad uccidere

- Frank Sinatra in Accadde a Brooklyn, Un giorno a New York, Facciamo il tifo insieme, Da qui all'eternità, Tu sei il mio destino, Due marinai e una ragazza, Nessuno resta solo, L'uomo dal braccio d'oro, Bulli e pupe, Alta società, Il fidanzato di tutte, Gangsters in agguato, Johnny Concho, Hotel Mocambo, Il miracolo delle campane, Bulli e pupe

- Dan Dailey in Come nacque il nostro amore, Butterfly americana, La conquistatrice, Donne... dadi... denaro!, Le donne hanno sempre ragione, È sempre bel tempo, La felicità non si compra, La figlia dello sceriffo, Follie dell'anno, Bill sei grande!, Sono tua, Per noi due il paradiso, Uomini alla ventura, Le ali delle aquile
- Louis de Funès in Un cadavere in fuga, Faccio saltare la banca, Si salvi chi può, Le grandi vacanze, Io, due figlie, tre valigie, Tre uomini in fuga, Louis de Funès e il nonno surgelato, 6 gendarmi in fuga, Chi ha rubato il presidente?, Calma ragazze, oggi mi sposo, Beato fra le donne, Mania di grandezza, Jo e il gazebo, L'ala o la coscia?

- Danny Kaye in Così vinsi la guerra, L'ispettore generale, Preferisco la vacca, Sogni proibiti (dialoghi), L'uomo meraviglia (nel ruolo di Eddie), Venere e il professore, Bianco Natale, Il favoloso Andersen, Il giullare del re, Io e il colonnello, Divertiamoci stanotte, Un pizzico di follia, Il principe del circo

- Keenan Wynn in I tre moschettieri, La figlia di Nettuno, Sei canaglia ma ti amo, Il bacio di mezzanotte, Telefonata a tre mogli, Baciami Kate!, Essi vivranno!, I fratelli senza paura, I valorosi, I razziatori, L'uomo dal vestito grigio, C'era una volta il West

- Fred Astaire in Girandola, Cieli azzurri, Tre piccole parole, Spettacolo di varietà, Sua altezza si sposa, Papà Gambalunga, I Barkleys di Broadway, Jolanda e il re della samba, Cenerentola a Parigi, L'inarrivabile felicità, Ti amavo senza saperlo
- Richard Widmark in La lancia che uccide, L'ultima carovana, La tela del ragno, Il prigioniero della miniera, Femmina contesa, La frustata, Operazione mistero, Oro, Il tunnel dell'amore, La preda umana, Senza madre

- Misha Auer in Dieci piccoli indiani (ridoppiaggio), Partita d'azzardo, La taverna dei sette peccati, Le schiave della città, Biancaneve e i sette ladri, Hellzapoppin', Parata di primavera, Al diavolo la celebrità
- Dan Duryea in Sahara, Orgoglio di razza, Inno di battaglia, La baia del tuono, La mano vendicatrice, La campana ha suonato, La paura bussa alla porta, La donna del ritratto (ridoppiaggio)
- Groucho Marx in Una notte all'opera, Un giorno alle corse, Tre pazzi a zonzo, I cowboys del deserto, Il bazar delle follie, Una notte a Casablanca, Copacabana, Una notte sui tetti

- Zachary Scott in Il giudice Timberlane, Il romanzo di Mildred, Viale Flamingo, Colt .45, Mia moglie si sposa, I ribelli dell'Honduras, Il segreto del lago

- Eddie Albert in Aspettami stasera, Gli occhi che non sorrisero, Vacanze romane, Piangerò domani, La ragazza di Las Vegas, Oklahoma!
- Richard Carlson in Quelli della Virginia, Gli amanti, Seminole, Destinazione... Terra!, Desiderio di donna, Alamo
- Tom Ewell in Gangster cerca moglie, Gianni e Pinotto al Polo Nord, L'indossatrice, Marmittoni al fronte, Mia moglie è di leva, Quando la moglie è in vacanza
- José Ferrer in Pioggia, Tutto può accadere, Moulin Rouge, Cirano di Bergerac, La figlia di Caino, L'ammutinamento del Caine
- Mel Ferrer in Scaramouche, I cavalieri della Tavola Rotonda, Lili, Guerra e pace, Saadia, Eliana e gli uomini
- Alec Guinness in Due inglesi a Parigi, Il cigno, Il capro espiatorio, La caduta dell'Impero romano, Quiller Memorandum, La più bella storia di Dickens
- David Niven in La città prigioniera, La moglie del vescovo, La vergine sotto il tetto, I tre soldati, I due nemici, 55 giorni a Pechino
- Gilbert Roland in Il bruto e la bella, Destino sull'asfalto, Il tesoro sommerso, Il tesoro di Pancho Villa, Bandido, La linea francese
- Michael Wilding in Il peccato di Lady Considine, L'avventuriera, La maschera e il cuore, Sinuhe l'egiziano, La scarpetta di vetro, Zarak Khan

- Jack Carson in Arsenico e vecchi merletti, Amore sotto coperta (dialoghi), Le foglie d'oro, ...e un'altra notte ancora, Musica per i tuoi sogni
- Jimmy Durante in Due ragazze e un marinaio, Marisa, Su un'isola con te, Ti avrò per sempre, La ragazza più bella del mondo
- Richard Haydn in Non c'è tempo per l'amore, Governante rubacuori, La vedova allegra, Singapore, Arrivò l'alba
- Alan Ladd in Santiago, Rullo di tamburi, Una tigre in cielo, La baia dell'inferno, L'amante di ferro
- Cornel Wilde in Stella dell'India, Bellezze rivali, Il cavaliere implacabile, I figli dei moschettieri, Le mura di Gerico

- James Cagney in  La legge del capestro, Quegli anni selvaggi, All'ombra del patibolo, Amami o lasciami
- Melvyn Douglas in La casa dei nostri sogni, Ninotchka, Non tradirmi con me, Ossessione del passato
- Henry Fonda in Figlia del vento, Tempo di terrore, Dedizione, Fascino del palcoscenico
- Oscar Levant in Perdutamente, Rapsodia in blu, Un americano a Parigi, La giostra umana
- John Lund in Kociss l'eroe indiano, La vergine della valle, Furia indiana, L'agguato delle cento frecce
- Harry Morgan in La bambina nel pozzo, La città nera, Là dove scende il fiume, La storia di Glenn Miller
- Jack Palance in Il cavaliere della valle solitaria, La freccia insanguinata, Contrabbando a Tangeri, Il re dei barbari
- George Sanders in Rebecca - La prima moglie, Il covo dei contrabbandieri, Annibale e la vestale, Champagne per due dopo il funerale
- Phil Silvers in La signorina e il cow-boy, Fascino, L'allegra fattoria, Sesta colonna
- David Wayne in La costola di Adamo, Matrimoni a sorpresa, Come sposare un milionario, Il ritratto di Jennie

- Richard Basehart in La strada, Moby Dick, la balena bianca, Ho paura di lui
- Bernard Blier in Fascicolo nero, Il cadavere del mio nemico, Processo per direttissima
- Eric Blore in Lady Eva, I dimenticati, Ai vostri ordini signora!
- Cyril Cusack in Il cargo della violenza, Arrivano Joe e Margherito, Don Camillo
- Billy De Wolfe in Rivista di stelle, Abbasso mio marito, La ninna nanna di Broadway
- James Finlayson in Muraglie, Noi siamo le colonne, C'era una volta un piccolo naviglio
- Arthur Kennedy in Lo zoo di vetro, L'imputato deve morire, Fratelli messicani
- Robert Lamoureux in L'incantevole nemica, Papà, mammà, la cameriera ed io..., Vacanze d'amore
- Frank Latimore in Papà Pacifico, Zorro il vendicatore, L'ombra di Zorro
- Sam Levene in Il terzo delitto, I gangsters, Forza bruta
- Norman Lloyd in Tra moglie e marito, Ho amato un fuorilegge, Luci della ribalta
- Paul Meurisse in La contessa di Castiglione, Chi vuol dormire nel mio letto?, Tutte le ore feriscono... l'ultima uccide
- John Mills in Hobson il tiranno, Questo difficile amore, Il coraggio e la sfida
- Yves Montand in Uomini e lupi, La grande strada azzurra, La legge
- Franco Pesce in Una nuvola di polvere... un grido di morte... arriva Sartana, Uomo avvisato mezzo ammazzato... parola di Spirito Santo, Testa t'ammazzo, croce... sei morto - Mi chiamano Alleluja
- Paul Picerni in Lo squalo tonante, L'altra bandiera, La maschera di cera
- John Qualen in La croce di fuoco, La corsara, Angeli del peccato
- Serge Reggiani in Il mondo le condanna, Bufere, Camicie rosse
- Jay Robinson in La tunica, I gladiatori, Il favorito della grande regina
- Carlo Romano in La casa senza tempo, Musica proibita, Gli innocenti pagano
- Paul Stewart in Il gigante di New York, L'ultima minaccia, Banditi senza mitra
- Robert Taylor in Incontro senza domani, Quando le signore si incontrano, Sfida a Baltimora
- Marco Tulli in Don Camillo, Il ritorno di don Camillo, Don Camillo e l'onorevole Peppone
- Peter Ustinov in Lord Brummell, Non siamo angeli, Lola Montès
- Eli Wallach in Baby Doll - La bambola viva, Crimine silenzioso, Il bianco, il giallo, il nero
- John Wayne in Uragano express, I dominatori, Il conquistatore

- Rodolfo Acosta in Il pirata yankee
- Philip Ahn in Contrabbando a Shanghai
- Dana Andrews in Quando la città dorme
- Desi Arnaz in Bataan, 12 metri d'amore
- Jim Backus in Il grande amante
- Alan Badel in Io sono un campione
- Bob Bailey in Allegri imbroglioni
- Eric Barker in La signora sprint
- Edgar Barrier in Macbeth
- Stanley Baxter in Un pezzo grosso
- Robert Benchley in Il prigioniero di Amsterdam
- Bruce Bennett in So che mi ucciderai
- Norman Bird in Giungla di bellezze
- Curt Bois in Arco di trionfo, La porta d'oro
- Ray Bolger in Il mago di Oz (ediz. 1949, dialoghi), Aprile a Parigi
- David Bond in Stanotte sorgerà il sole
- Bourvil in I senza nome
- Neville Brand in Okinawa
- Marlon Brando in Un tram che si chiama Desiderio
- Pierre Brasseur in Amanti perduti
- Walter Brennan in L'idolo delle folle (ridoppiaggio), La costa dei barbari (ridoppiaggio)
- Lloyd Bridges in Mezzogiorno di fuoco
- James Brown in Arcipelago in fiamme
- Yul Brynner in Il re ed io, Anastasia
- Anthony Bushell in Il cavaliere del mistero
- Raymond Bussières in Stanza 17-17 palazzo delle tasse, ufficio imposte, Il West ti va stretto, amico... è arrivato Alleluja
- Jean-François Calvé in La sposa troppo bella
- Julien Carette in La grande illusione
- Philip Carey in Perdono, La maschera di fango
- Hoagy Carmichael in La città del piacere
- Morris Carnovsky in La seconda moglie
- Leo Carrillo in Viva Villa!
- Wally Cassell in Iwo Jima, deserto di fuoco
- Jacques Castelot in Casta Diva
- Jean-Roger Caussimon in Arriva Fra' Cristoforo...
- Charley Chase in I figli del deserto (ridoppiaggio, ediz. 1946)
- Dane Clark in Ho baciato una stella
- Philippe Clay in Notre-Dame de Paris
- George Cole in L'arciere del re
- Ronald Colman in Il prigioniero di Zenda (solo nel ruolo di Re Rudolf V)
- Chuck Connors in Il sergente Bum!
- Hans Conried in Il mondo nelle mie braccia
- Elisha Cook jr. in La tua bocca brucia, Situazione pericolosa
- Robert Coote in Il prigioniero di Zenda
- Robert Cornthwaite in La maschera di porpora
- Jerome Cowan in La signora Skeffington, La notte ha mille occhi
- Darry Cowl in Miss spogliarello
- Pierre Cressoy in Vacanze d'inverno
- Bing Crosby in La corte di re Artù
- Robert Cummings in Il carnevale della vita, Il delitto perfetto
- Félix Dafauce in Il tuo dolce corpo da uccidere
- Judy Dan in Destinazione Mongolia
- William Daniels in Il laureato
- Jim Davis in I lancieri del Dakota
- Don DeFore in Gli amori di Susanna, Non c'è posto per lo sposo
- Jean Desailly in Occupati d'Amelia
- Beni Deus in Gli amanti di Toledo
- Robert Dhéry in Turno di notte
- George Dolenz in Le ali del falco
- James Donald in Brama di vivere
- Robert Douglas in Il ribelle di Giava
- Kirk Douglas in L'uomo senza paura
- Jacques Dufilho in Basta con la guerra... facciamo l'amore, Voto di castità
- Michael Dyne in Fra le tue braccia
- Jacques Fabbri in I sette peccati capitali
- Douglas Fairbanks jr. in Gunga Din
- James Fairfax in Contro tutte le bandiere
- William Farnum in Anche i boia muoiono
- Fernandel in Era di venerdì 17, Ho una moglie pazza, pazza, pazza
- Barry Fitzgerald in I cari parenti
- Edward Fleming in La grande speranza
- Wallace Ford in L'angelo nero
- John Forsythe in Delitto alla televisione
- André Fouché in Il conte di Montecristo, La rivincita di Montecristo
- Byron Foulger in La via dei giganti
- Douglas Fowley in Bastogne
- Richard Fraser in La bandiera sventola ancora
- Paul Frees in La cosa da un altro mondo
- Will Geer in Winchester '73
- Leo Genn in Addio signora Miniver, Gli avventurieri di Plymouth
- Raymond Gérôme in Niente di grave, suo marito è incinto
- John Gielgud in Giulio Cesare
- Lowell Gilmore in Tamara figlia della steppa
- James Gleason in Arriva John Doe, Eternamente femmina
- Bill Goodwin in L'amore non può attendere
- Bernard Gorcey in Il grande dittatore
- Colin Gordon in La notte delle streghe
- Lloyd Gough in Viale del tramonto, Quel meraviglioso desiderio
- Cary Grant in La sposa sognata
- Nigel Green in Ipcress
- Hubert Gregg in Robin Hood e i compagni della foresta
- Julien Guiomar in L'incorreggibile
- Alan Hale Jr. in Un napoletano nel Far West
- William Hartnell in I perversi
- Van Heflin in Airport
- Jacques Herlin in Mondo candido
- Juano Hernández in Chimere
- Sterling Holloway in Salerno, ora X
- Skip Homeier in Romantico avventuriero
- Bob Hope in Avventura a Zanzibar
- John Hubbard in L'amante del torero
- Henry Hull in I misteri di Hollywood
- G.P. Huntley in Beau Geste
- Ted Husing in Indianapolis
- Van Johnson in L'adorabile intrusa
- Allyn Joslyn in Il cielo può attendere, Sola col suo rimorso
- Roscoe Karns in Le conseguenze di un bacio
- John Kellogg in Il più grande spettacolo del mondo
- Gene Kelly in Brigadoon
- Charles Kemper in L'uomo del Sud
- Kurt Kreuger in Infedelmente tua
- Otto Kruger in Difendo mia figlia
- Marten Lamont in Spada nel deserto
- Jay Lawrence in Stalag 17
- Mark Lawrence in Alba fatale
- Claude Laydu in Attila
- Francis Lederer in La figlia dell'ambasciatore
- Jacques Legras in Cinque matti alla corrida
- Jack Lemmon in La nave matta di Mister Roberts, Mia sorella Evelina
- Roland Lesaffre in Aria di Parigi
- Jerry Lester in Pari e dispari
- Henri Letondal in Il tempo si è fermato
- George Lloyd in La città del peccato
- Leon M. Lion in L'avventura di Mr. Bliss
- Charles Lung in Bagliori ad Oriente
- George Lynn in La città atomica
- Jack MacGowran in Un uomo tranquillo
- George Macready in Vera Cruz, La calata dei mongoli
- Guy Madison in L'indiana bianca, L'invasore bianco
- Marne Maitland in L'uomo della Mancha
- Karl Malden in Intrighi al Grand Hotel, Chi giace nella mia bara?
- Joe Mantell in Marty, vita di un timido
- Marcel Marceau in Barbarella
- George Marshall in Il compagno B (ridoppiaggio, ediz. 1948)
- Jean Martin in Un genio, due compari, un pollo
- José Manuel Martín in 15 forche per un assassino
- Tony Martin in Tutti in coperta
- James Mason in Adultera senza peccato
- Walter Matthau in Una nave tutta matta
- Alec McCowen in Frenzy
- John McIntire in Chiamate Nord 777
- Josef Meinrad in 1º aprile 2000!
- Toshirō Mifune in I sette samurai (prima ediz.)
- Ray Milland in Lisbon
- Martin Miller in L'occhio che uccide
- James Millican in Gli amanti del sogno
- Carlos Montalbán in Il colosso d'argilla
- Kenneth More in Quattro in medicina, La rivale di mia moglie
- Dennis Morgan in Il canto del deserto
- Alan Mowbray in Un americano a Eton
- Gavin Muir in Ultimatum a Chicago
- Paul Müller in Cover Girls - Ragazze di tutti, Il dominatore del deserto
- Alan Napier in Gli invincibili
- Paul Newman in Il calice d'argento
- Ken Niles in Le catene della colpa
- Lloyd Nolan in La pattuglia dei senza paura
- Tommy Noonan in Gli uomini preferiscono le bionde, La città che scotta
- Tito Novaro in Sombrero
- Edmond O'Brien in La furia umana
- Arthur O'Connell in Fermata d'autobus
- Dennis O'Keefe in Arrivederci in Francia, La signora vuole il visone
- Henry O'Neill in Il conquistatore del Messico
- Gérard Oury in La spada e la rosa
- Jack Overman in Le forze del male
- Jean Parédès in Michele Strogoff
- Michael Pate in La campana del convento
- John Payne in La jungla dei temerari
- Leslie Phillips in Les Girls
- Roger Pigaut in Gli amori di Manon Lescaut
- Donald Pleasence in Matchless, Costretto ad uccidere
- Sidney Poitier in Uomo bianco, tu vivrai!
- Don Porter in Irma va a Hollywood
- Dick Powell in Susanna ha dormito qui
- Tyrone Power in La grande strada bianca, Maria Antonietta
- Paul Préboist in Più matti di prima al servizio della regina
- Dennis Price in Sangue blu, La principessa di Mendoza
- Vincent Price in Agente federale X3, Il grande inquisitore
- William Prince in Destinazione Tokio
- Aldo Ray in Vivere insieme, Ancora e sempre
- Ronald Reagan in La foglia di Eva, La regina del Far West
- Brian Reece in Scandalo di notte
- Jean Richard in O l'ammazzo o la sposo
- John Ridgely in C'è sempre un domani
- Stanley Ridges in Vogliamo vivere!
- Robert Rivard in La trappola di ghiaccio
- Jason Robards in Tutti i mercoledì
- Jason Robards Sr. in Gli avvoltoi
- Roy Rogers in Trigger, il cavallo prodigio
- Will Rogers Jr. in Lo sceriffo senza pistola
- Noël Roquevert in La legge è legge
- Clinton Rosemond in Fiori nella polvere
- Heinz Rühmann in Il caso difficile del commissario Maigret, Nella morsa della S.S.
- Charles Ruggles in Se avessi un milione
- John Russell in L'impero dei gangster
- Conrado San Martín in Senza sorriso
- Joe Sawyer in La storia del generale Custer
- Joseph Schildkraut in Cleopatra, La spia dei lancieri
- George C. Scott in Due assi nella manica
- James Seay in Giubbe rosse
- Peter Sellers in Il generale non si arrende
- Tonio Selwart in Congo
- Victor Sen Yung in Contrabbandieri a Macao
- Max Showalter in Niagara, Gente di notte
- Alastair Sim in Paura in palcoscenico
- Everett Sloane in La città è salva, Difendete la città
- Kent Smith in La città magica, Questo mio folle cuore
- Robert Stack in L'alba del gran giorno, Come le foglie al vento
- Rod Steiger in Corte marziale
- James Stephenson in Il conte di Essex
- Shepperd Strudwick in L'alibi era perfetto
- Sean Sullivan in 2001: Odissea nello spazio
- Clinton Sundberg in Il buon samaritano
- John Sutton in David e Betsabea, Sangaree
- Torin Thatcher in Elena di Troia
- Terry-Thomas in Uno scacco tutto matto
- Guy Thomayan in Golfo del Messico
- Richard Todd in L'odio colpisce due volte
- Spencer Tracy in San Francisco (ridoppiaggio)
- Arthur Treacher in La vergine di Tripoli
- Ernest Truex in Uno scozzese alla corte del Gran Kan (ridoppiaggio, ediz. 1951)
- Tom Tully in La grande prigione
- Lee Van Cleef in Gli ostaggi
- Peter van Eyck in I corsari del grande fiume
- Ron Randell in Baciami Kate!
- Luis Van Rooten in Codice d'onore, Pietà per i giusti
- Roland Varno in Mi chiamo Giulia Ross
- André Versini in Sono un sentimentale
- Henri Vidal in Pensione Edelweiss
- Antonio Vilar in Il segreto di Cristoforo Colombo
- John Warburton in Flash! Cronaca nera
- Kenneth J. Warren in L'organizzazione ringrazia firmato il Santo
- Jack Webb in Il mio corpo ti appartiene
- Richard Webb in Tamburi lontani
- Jesse White in Harvey
- Emlyn Williams in Ivanhoe, Il castello del cappellaio
- Chill Wills in Al tuo ritorno
- Hank Worden in In nome di Dio
- Alan Young in L'uomo che visse nel futuro
- Clifton Young in La fuga
- Gig Young in Alcool, Nessuna pietà per i mariti
- Larry Young in Benvenuto straniero!
- Antonio Amendola in Le meravigliose avventure di Guerrin Meschino
- Giancarlo Badessi in Tepepa
- Silvio Bagolini in Ogni giorno è domenica
- Galeazzo Benti in Gente dell'aria
- Enzo Biliotti in Don Cesare di Bazan
- Franco Bologna in Achtung! Banditi!
- Mike Bongiorno in Il prezzo della gloria
- Luigi Bonos in Uno sceriffo extraterrestre... poco extra e molto terrestre
- Carlo Borrelli in Il capitano nero
- Arturo Bragaglia in Spie fra le eliche
- Ernesto Calindri in T'amerò sempre, Canzoni per le strade
- Mario Castellani in La paura fa 90
- Antonio Crast in Antonio di Padova
- Consalvo Dell'Arti in Thompson 1880
- Giorgio De Lullo in La pattuglia dell'Amba Alagi
- Pietro De Vico in La famiglia Passaguai
- Sandro Dori in La bella Antonia, prima monica e poi dimonia
- Vittorio Duse in Un giglio infranto
- Franco Fabrizi in Torna!, Siluri umani (per alcune scene)
- Aldo Fiorelli in Margherita fra i tre
- Giacomo Furia in Prima di sera
- Vittorio Gassman in La tratta delle bianche
- Lauro Gazzolo in Noi siamo le colonne
- Fedele Gentile in Capitan Fantasma
- Claudio Gora in Un angelo per Satana
- Augusto Gotti Lega in Il raccomandato di ferro
- Gianni Luda in Jolanda, la figlia del Corsaro Nero
- Enrico Luzi in Voglio bene soltanto a te!, Marechiaro
- Renato Malavasi in Il romanzo della mia vita
- Nino Manfredi in Monastero di Santa Chiara, Prigioniera della torre di fuoco
- Achille Millo in Melodie immortali
- Gianfranco Mingozzi in Boccaccio '70 (epis. Le tentazioni del dottor Antonio)
- Carlo Monteaux in Dagli Appennini alle Ande
- Nico Pepe in Torna piccina mia!
- Giuseppe Porelli in Non canto più, Noi duri
- Gino Ravazzini in Totò, Peppino e la... malafemmina
- Gigi Reder in Ma che musica maestro
- Adriano Rimoldi in Ti ho sempre amato!
- Giuseppe Rinaldi in La bocca sulla strada
- Alfredo Rizzo in La vendetta del corsaro
- Carlo Rizzo in Il fanciullo del West
- Aldo Rubens in Stasera niente di nuovo
- Emilio Schuberth in Femmina incatenata
- Massimo Serato in Maciste alla corte dello Zar
- Odoardo Spadaro in Miss Italia, Mare matto
- Umberto Spadaro in Nebbie sul mare
- Paolo Stoppa in Il ladro di Venezia
- Edoardo Toniolo in Giuliano de' Medici
- Piero Trombetta in Occhio alla penna
- Raimondo Van Riel in Esterina
- Vittorio Vaser in Rigoletto e la sua tragedia
- Raimondo Vianello in Napoleone, La moglie è uguale per tutti
- Pietro Zardini in Arrivano i gatti
- Voce narrante in Gilda, Rapina a mano armata, L'invasione dei mostri verdi, Un americano a Roma, Io sono il Capataz, Siamo tutti inquilini, Mi permette, babbo!, Londra chiama Polo Nord, Arrivano i dollari!, Gente felice, Fate largo ai moschettieri!, Italia K2, Canzoni nel mondo, Mondo cane, La donna nel mondo, Mondo cane 2, I tabù, Arrivano i gatti

### Televisione
- Roger Carel in Arsenio Lupin
- Fernandel in Stasera Fernandel
- Al Lewis in I mostri

### Animazione
- Re Little ne I viaggi di Gulliver
- Timoteo in Dumbo - L'elefante volante
- Granduca Monocolao in Cenerentola (ed. 1950)
- Biagio in Lilli e il vagabondo (ed. 1955)
- Capitan Uncino e Voce narrante ne Le avventure di Peter Pan (ed. 1953)
- Stregatto in Alice nel Paese delle Meraviglie
- Musica maestro (Una delle voci narranti)
- Pierino e il lupo (Voce narrante)
- Fratel Coniglietto in I racconti dello zio Tom (ediz. 1950)
- Amos in Il mio amico Beniamino